# フレデリック・ブーランジェ
フレデリック・ブーランジェ（Frédéric Boulanger 1777年6月 - 没年不詳）は、フランスのチェリスト、パリ音楽院の歌唱の教授。ドレスデンの出身で、1797年にパリ音楽院でチェロの1等賞を獲得しており、チェロの教授となった。サント・シャペルの所属であった。息子のエルネストはコミック・オペラの作曲家であり、オペラ＝コミック座のメゾソプラノであったマリー＝ジュリー・アリニェと結婚してナディア・ブーランジェとリリ・ブーランジェの祖父となる人物である。フレデリックはエルネストがまだ幼かった頃に家族を置いて姿を消した。